# Jon Fishman
Jon Fishman (nacido el 19 de febrero de 1965) es un batería estadounidense conocido por su trabajo con Phish. Ha participado en la composición de dieciocho canciones de Phish, siete de ellas sólo.
Fishman nació en Filadelfia, Pensilvania. Fue adoptado y creció en Siracusa, Nueva York con una familia judía. Fishman se apasionó con la batería desde muy joven, emulando a John Bonham, batería de Led Zeppelin, Bill Bruford de Yes y Keith Moon de The Who. Asistió al instituto Jamesville-Dewitt  en un suburbio de Siracusa, y después de graduarse en 1983, asistió a la Universidad de Vermont durante un año, donde cofundó Phish. Después se trasladó junto al guitarrista Trey Anastasio al Goddard College, donde hizo la tesis "A Self-Teaching Guide to Drumming in Retrospect".

## Phish
La banda Phish recibió su nombre gracias a Fishman (es comúnmente conocido como “Fish” entre otros muchos motes) aunque se han dado otras explicaciones para el nombre. Además de tocar la batería, también hace los coros y ocasionalmente la voz principal (normalmente en versiones, en su mayoría humorísticos - por ejemplo, "Suzy Greenberg"). También ha cantado de forma más seria, incluyendo la canción "Crosseyed and Painless de Talkinh Heads" y su aportación en la canción de Phish, "Ghost". En directo, es conocido por sus solos con una aspiradora y por su indumentaria (un vestido con círculos rojos y azules).   

## Otros proyectos musicales
Fishman también toca la batería en la banda de rock Pork Tornado, además de haber tocado en directo con Jazz Mandolin Project durante varios años. Ha sido miembro de dos colectivos musicales, The Everyone Orchestra y The Village. En 2007, volvió de su semi-retiro para hacer una serie de conciertos con Yonder Mountain String Band.

## Las drogas
Fishman y los otros miembros de Phish, a excepción de Mike Gordon, han admitido tomar drogas psicodélicas. Fishman ha dicho que durante un año ponía el despertador a las 5:00 de la mañana para ingerir  LSD, volver a dormir, y a las 7:30 el ácido le despertaba para ir a estudiar. Ha dicho que fue el año en que mejores notas sacó. También ha dicho que consumió LSD en todos los conciertos de Phish de los primeros dos años.